# Lucas (Texas)
Lucas es una ciudad ubicada en el condado de Collin en el estado estadounidense de Texas. En el Censo de 2010 tenía una población de 5.166 habitantes y una densidad poblacional de 158 personas por km².

## Geografía
Lucas se encuentra ubicada en las coordenadas 33°6′5″N 96°34′48″O / 33.10139, -96.58000. Según la Oficina del Censo de los Estados Unidos, Lucas tiene una superficie total de 32.7 km², de la cual 32.64 km² corresponden a tierra firme y (0.17%) 0.06 km² es agua.

## Demografía
Según el censo de 2010, había 5.166 personas residiendo en Lucas. La densidad de población era de 158 hab./km². De los 5.166 habitantes, Lucas estaba compuesto por el 91.91% blancos, el 1.34% eran afroamericanos, el 0.89% eran amerindios, el 2.21% eran asiáticos, el 0% eran isleños del Pacífico, el 1.47% eran de otras razas y el 2.19% pertenecían a dos o más razas. Del total de la población el 5.96% eran hispanos o latinos de cualquier raza.